# Bikoro
Bikoro este un oraș din Republica Democrată Congo.